# Drosophila venusta
Drosophila venusta är en tvåvingeart som beskrevs av Elmo Hardy 1965. Drosophila venusta ingår i släktet Drosophila och familjen daggflugor.
Artens utbredningsområde är Hawaii.